# Dillenia quercifolia
Dillenia quercifolia är en tvåhjärtbladig växtart som först beskrevs av Cyril Tenison White, Amp; Francis och Lane-poole, och fick sitt nu gällande namn av Hoogl. Dillenia quercifolia ingår i släktet Dillenia och familjen Dilleniaceae. Inga underarter finns listade i Catalogue of Life.